# Patryk Łagowski
Patryk Łagowski (ur. 17 października 1984 w Warszawie) – polski szachista, mistrz międzynarodowy od 2003 roku.

## Kariera szachowa
Na przełomie XX i XXI wieku należał do czołówki polskich juniorów, ośmiokrotnie uczestnicząc w finałach mistrzostw kraju w różnych grupach wiekowych. W roku 1998 zdobył srebrny, zaś dwa lata później złoty medal na drużynowych mistrzostwach Polski juniorów (wraz z drużyną Polonii Warszawa). Reprezentował barwy polskie na mistrzostwach świata (Hiszpania, 1998) i Europy juniorów (Grecja, 2001). W 1999 r. zdobył tytuł mistrza Warszawy. W 2001 r. zdobył brązowy medal mistrzostw Polski w szachach błyskawicznych, w 2003 – tytuł mistrza kraju w szachach szybkich w kategorii juniorów do lat 20, natomiast rok później - brązowy medal wraz z zespołem Damis Warszawa w drużynowych mistrzostwach Polski w Dźwirzynie. Dwukrotnie (w latach 2002 i 2004) wystąpił w finałach mistrzostw kraju mężczyzn. Również dwukrotnie zwyciężał w międzynarodowych turniejach w Trzyńcu (2003 i 2004).
Najwyższy ranking w karierze osiągnął 1 kwietnia 2004 r., z wynikiem 2425 punktów dzielił wówczas 34-35. miejsce wśród polskich szachistów.

## Inne
Był współscenarzystą (wspólnie z Witoldem Horwathem) serialu kryminalnego „Wydział zabójstw”.